# Кезьмино (Сурський район)
Кезьмино (рос. Кезьмино) — село в Сурському районі Ульяновської області Російської Федерації.
Населення становить 215 осіб. Входить до складу муніципального утворення Никитинське сільське поселення.

## Історія
Від 2004 року входить до складу муніципального утворення Никитинське сільське поселення.

## Населення
| 2010 |
| ---- |
| 215  |